# Anthony Rendon
Anthony Michael Rendon (Houston, Texas, 6 de junio de 1990), más conocido como Anthony Rendon, es un jugador profesional estadounidense de béisbol que se desempeña en la posición de tercera base en Los Angeles Angels, equipo de las Grandes Ligas de Béisbol (MLB). Logró obtener dos Bates de Plata.

## Carrera
Rendon jugó como profesional siete temporadas en Washington Nationals (2013-2019), después pasó a Los Angeles Angels, donde lleva jugando cinco temporadas.

## Premios
Fue galardonado con el Bate de Plata en dos oportunidades (2014 y 2019).